# Streefkerk
Streefkerk (51° 54′ N, 4° 45′ L) é uma cidade dos Países Baixos, na província de Holanda do Sul. Streefkerk pertence ao município de Molenwaard, e está situada a 10 km, a leste de Ridderkerk.
Em 2001, a cidade de Streefkerk tinha 1673 habitantes. A área urbana da cidade é de 0.37 km², e tem 628 residências.
A área de Streefkerk, que também inclui as partes periféricas da cidade, bem como a zona rural circundante, tem uma população estimada em 2600 habitantes.